# Chlorogomphus owadai
Chlorogomphus owadai är en trollsländeart som beskrevs av Syoziro Asahina 1995. Chlorogomphus owadai ingår i släktet Chlorogomphus och familjen kungstrollsländor. Inga underarter finns listade i Catalogue of Life.